# Consulat général de France à São Paulo
Le Consulat Général de France à São Paulo est une représentation consulaire de la République française au Brésil. Il est situé sur l'avenue Paulista, à São Paulo, dans l'État de São Paulo.
La Consule Générale depuis le 1er septembre 2024 est Alexandra Mias. Son prédécesseur était M. Yves Teyssier d’Orfeuil qui a occupé le poste de septembre 2020 à août 2024.
La compétence territoriale du Consulat s'étend aux états brésiliens suivant : 
- État de São Paulo
- Mato Grosso do Sul
- Santa Catarina
- Paraná
- Rio Grande do Sul

Ce consulat a également sous sa responsabilité les agences consulaires établies dans les villes suivantes : 
- État de São Paulo
  - Campinas
- Mato Grosso do Sul 
  - Campo Grande
- Santa Catarina
  - Florianopolis
- Paraná
  - Curitiba
  - Foz de Iguaçu
- Rio Grande do Sul
  - Porto Alegre